# St. Bartholomäus (Heidelberg-Wieblingen)

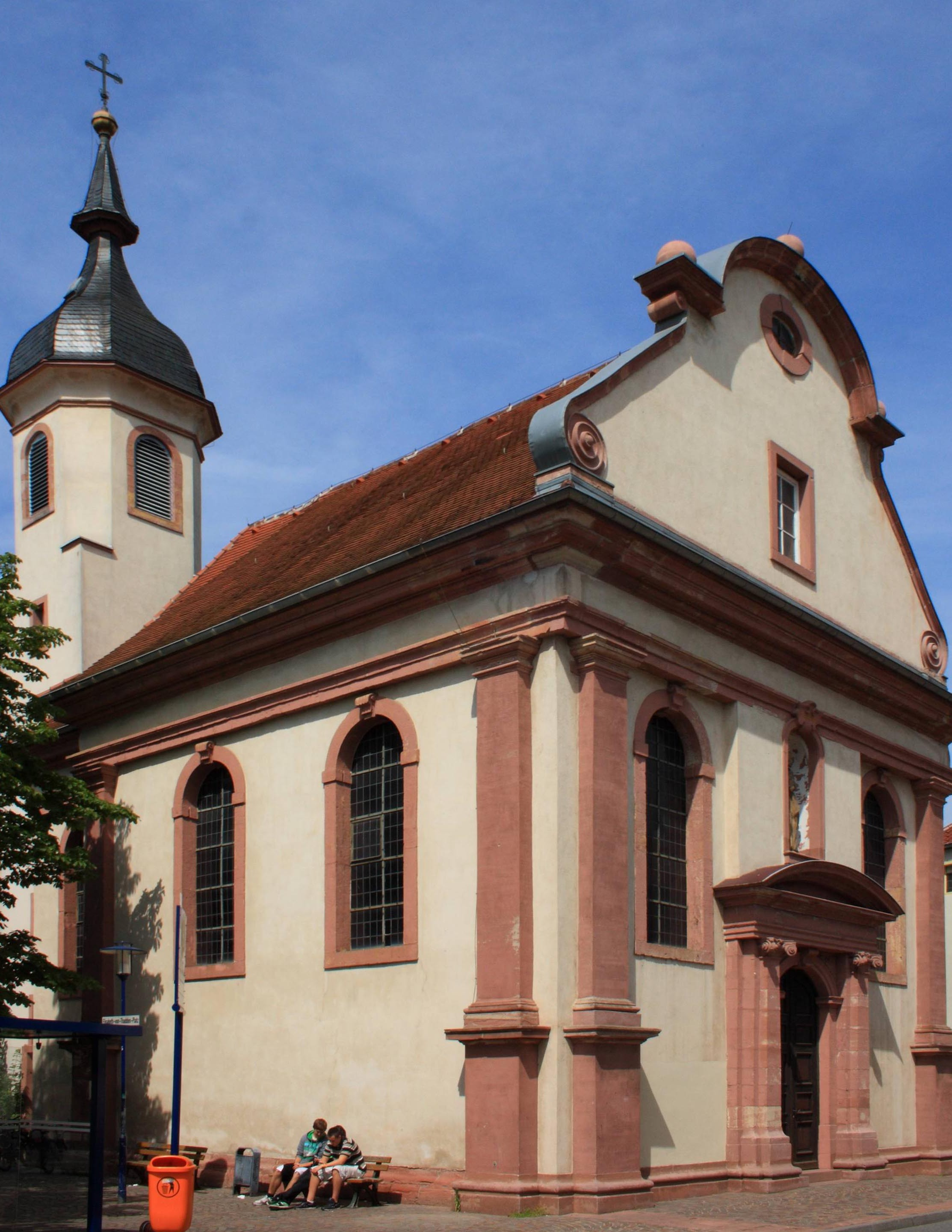
St. Bartholomäuskirche

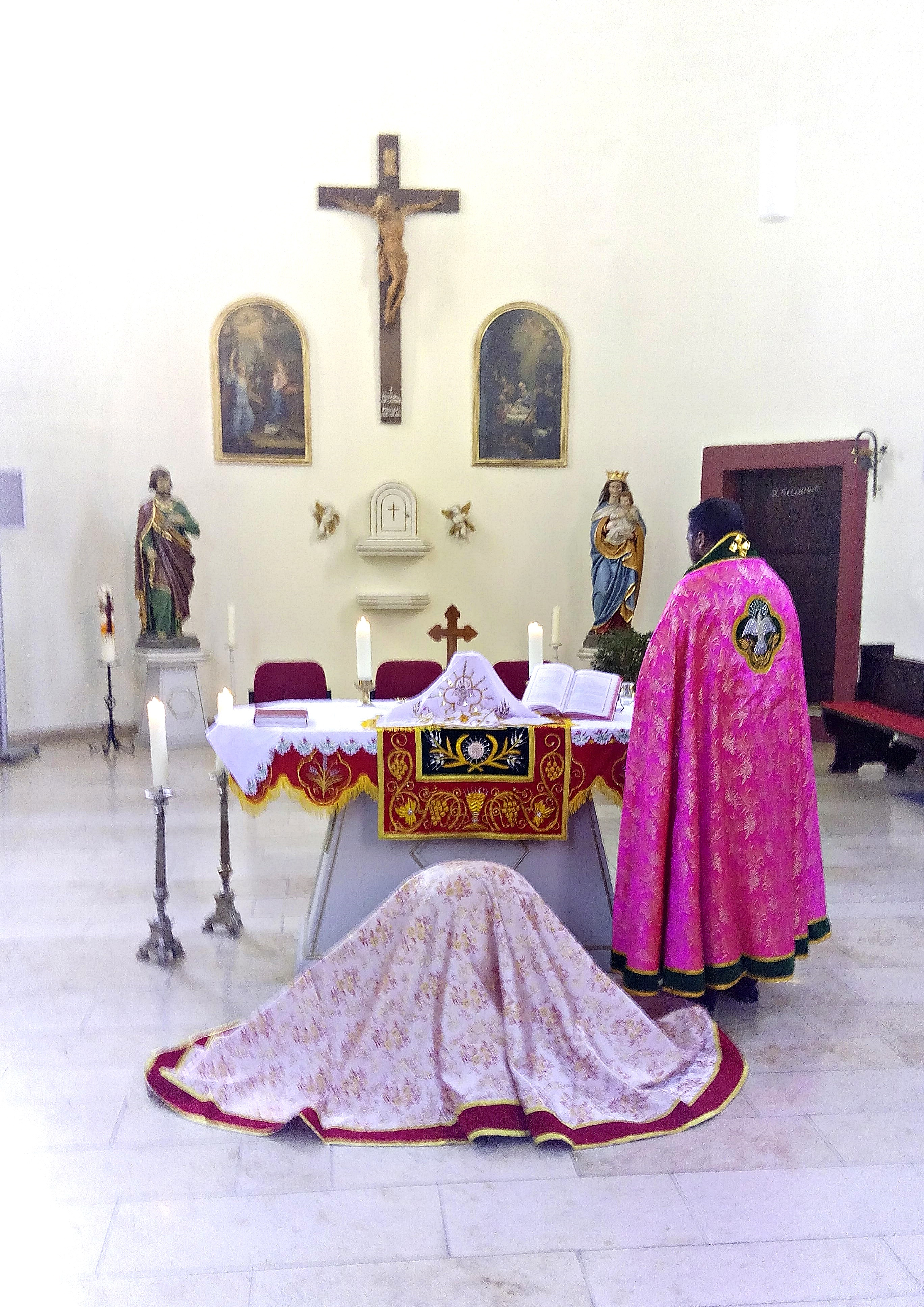
Altarraum während einer syro-malankara-katholischen Messfeier, 2016

Die alte St.-Bartholomäus-Kirche im Heidelberger Stadtteil Wieblingen ist eine barocke Dorfkirche.
Errichtet wurde sie 1744 bis 1746 nach Plänen von Johann Jakob Rischer unter der Bauleitung des Regierungsbaumeisters Kaspar Valerius. Sie wurde für die katholische Gemeinde erbaut, die von 1545 bis 1705 die alte Wieblinger Kirche mit den Protestanten geteilt hatte. Der Grundriss der einschiffigen Kirche zeigte ursprünglich drei Fensterachsen im Langhaus mit einem außen fünfeckigen, innen halbrunden Chor und Sakristeianbau. Zur Straße hin verfügt das Gebäude über eine Schaufassade mit geschweiftem Giebel, zwei Voluten und drei Kugeln. Seiten und Frontfassade sind mit Eckpilastern eingerahmt. Der Turm wird von einer barocken Haube bekrönt.
Nach dem Zweiten Weltkrieg wurde für die gewachsene Gemeinde eine neue Kirche erbaut, die 1956 geweiht wurde. Die alte Kirche blieb erhalten, allerdings wurde sie aus verkehrstechnischen Gründen 1970/71 um eine Fensterachse verkürzt und die Fassade zurückgesetzt. Die ursprünglichen Ausmaße des Grundrisses sind in der Pflasterung des Gehwegs markiert. 1973–1977 wurde die Kirche umgebaut, Chorbogen und Altäre wurden entfernt, die heutigen Bänke eingesetzt. Im Laufe der folgenden Jahre wurde die Kirche wieder mit Teilen der ursprünglichen Inneneinrichtung ausgestattet, so dem großen Kreuz an der Chorwand, den Heiligenfiguren und Bildern sowie dem renovierten Kreuzweg. Auch eine Walcker-Orgel wurde 1995 wieder eingebaut.
Die Kirche verfügte über drei Glocken, die nach Vollendung der neuen Kirche in deren Turm umgehängt wurden. Seit 1980 hängt im Turm der alten Kirche wieder eine Glocke, die 1921 von der Glockengießerei Grüninger für die Filialkirche St. Hippolyt und Kassian in Buchen-Rinschheim gegossen wurde.
Seit Mai 2016 ist die Kirche regelmäßiger Zelebrationsort für die Messfeiern (Qurbono) der örtlichen syro-malankarischen katholischen Gemeinde.